# Arriccio
L'arriccio o arricciato o arricciatura è il secondo dei tre strati fondamentali (a loro volta stesi in più mani consecutive) della tecnica storica per l'affresco o per la finitura di mura grezze.

## Tecnica
Si tratta di una malta, piuttosto irregolare e granulosa, fatta di calce e sabbia non ben setacciata, ed ha due scopi: far sì che l'intonaco si aggrappi grazie alla sua consistenza granulosa, ed essere una buona riserva di umidità per lo strato sovrastante. Presenta una granulometria media (compresa tra 8 e 2 mm) e viene applicato in spessori che variano da 1,5 a 2 centimetri, rivestendo così il ruolo di vero e proprio scheletro di tutto il sistema intonaco. Il suo principale compito è di uniformare la superficie delle murature, andando ad eliminare tutti gli eventuali difetti di planarità e verticalità, e, dato lo spessore, di barriera protettiva nonché di struttura portante per gli strati successivi (intonaco di finitura o sistema collante-piastrella).
Nelle tecnica di costruzione moderna ha anche funzione di tenuta idrica e nella merceologia attuale corrisponde all'intonaco grezzo di sottofondo. 
Il suo nome ha probabilmente origine dall'aspetto ruvido che la lavorazione col taglio della cazzuola conferisce alla superficie.